# Volo Da Vinci
Volo Da Vinci is een hangende monorail in het Duitse attractiepark Europa-Park in het Italiaanse themagebied. In de attractie zweeft de bezoeker op zeven meter boven de grond in een van de 'vliegmachines' van Leonardo da Vinci. De attractie opende in 2011 als vervanger van een tentoonstellingsruimte waar producten van MACK Rides
getoond werden. 
In de wachtruimte van de attractie zijn verschillende uitvindingen van Leonardo da Vinci te zien en hoor je de uitvinder vertellen over zijn ervaringen. De rit voert de bezoeker over gedeelten van het Italiaanse, Duitse en Franse themagebieden en vlieg je over attracties als de Elfenfahrt, Oldtimerfahrt en Old 99.
Tijdens de rit kan de bezoeker de snelheid van de gondel versnellen door gebruik te maken van de pedalen van de gondel. De snelheid kan daardoor verschillen van 0,7 meter per seconde tot 2,2 meter per seconde. Als er niet getrapt wordt dan worden de bezoekers via het geluidssysteem van de gondel aangemoedigd om te trappen. Om filevorming te voorkomen tijdens de rit wordt de gondel tot een gemiddelde snelheid voortgestuwd als niemand trapt.
Lijst van attracties in Europa-Park